# Agron (Aire)
Der Agron ist ein Fluss in Frankreich, der im Département Ardennes in der Region Grand Est verläuft. Er entspringt im Gemeindegebiet von Tailly, entwässert generell Richtung West bis Südwest und mündet nach rund 24 Kilometern im Gemeindegebiet von Saint-Juvin als rechter Nebenfluss in die Aire.

## Orte am Fluss
(Reihenfolge in Fließrichtung)
- Remonville, Gemeinde Tailly
- Landreville, Gemeinde Bayonville
- Imécourt
- Verpel
- Champigneulle
- Saint-Juvin